# Marcel Musolf
Marcel Musolf (* 17. Mai 1985 in Karlsruhe) ist ein deutscher Politiker (Freie Wähler). Er ist seit 2024 Landrat des Landkreises Esslingen. Zuvor war er von 2011 bis 2024 Bürgermeister von Bissingen an der Teck.

## Leben
Musolf wuchs in Villingen-Schwenningen und Heidenheim an der Brenz auf. In seiner Jugend gehörte er dem Bundeskader des Deutschen Fechter-Bunds an; er nahm an zahlreichen Europa- und Weltmeisterschaften teil und war mehrfacher Deutscher Meister. Er legte das Abitur am Max-Planck-Gymnasium Heidenheim ab. Anschließend studierte er an der Hochschule für öffentliche Verwaltung und Finanzen Ludwigsburg; er schloss das Studium 2009 als Diplom-Verwaltungswirt (FH) ab. Nach Abschluss seines Studiums war er von 2009 bis 2011 Kämmerer und Personalleiter der Gemeinde Bissingen an der Teck.
Im Januar 2011 wurde Musolf mit 96 Prozent der Stimmen zum Bürgermeister von Bissingen an der Teck gewählt. Zum Zeitpunkt seines Amtsantritts war er der jüngste Bürgermeister in Baden-Württemberg. Im Januar 2019 wurde er mit 99,9 Prozent der Stimmen für eine zweite Amtszeit wiedergewählt. Von 2014 bis 2024 war er zudem Mitglied des Kreistags des Landkreises Esslingen.
Am 26. Juli 2024 wurde er mit 53 von 93 Stimmen vom Kreistag zum Landrat des Landkreises Esslingen gewählt. Er setzte sich dabei gegen Peter Rosenberger (CDU) durch. Musolf folgte Heinz Eininger (CDU) nach und trat das Amt am 1. Oktober 2024 an. Zum Zeitpunkt seines Amtsantritts war er der jüngste Landrat in Baden-Württemberg.
Musolf ist römisch-katholisch, verheiratet und hat zwei Kinder.